# バナー (旗)

イギリス女王エリザベス2世のバナー（ロイヤルスタンダード）

バナー (banner) は、旗の種類。

## 本来のバナー
伝統的なバナーは、国王や貴族など貴人の紋章のみが描かれた個人旗である。主に正方形だが、縦長や横長の長方形もある。
英語圏ではこのバナーを特に heraldic banner（直訳 紋章バナー）と呼ぶが、日本では単にバナーと呼ぶことが多い。
バナーをスタンダードと呼ぶことがある。特に、国王のバナーはロイヤルスタンダードと呼ぶことが多い。しかし本来は、バナーは個人旗、スタンダードは軍団旗という区別がある。

## 現代のバナー

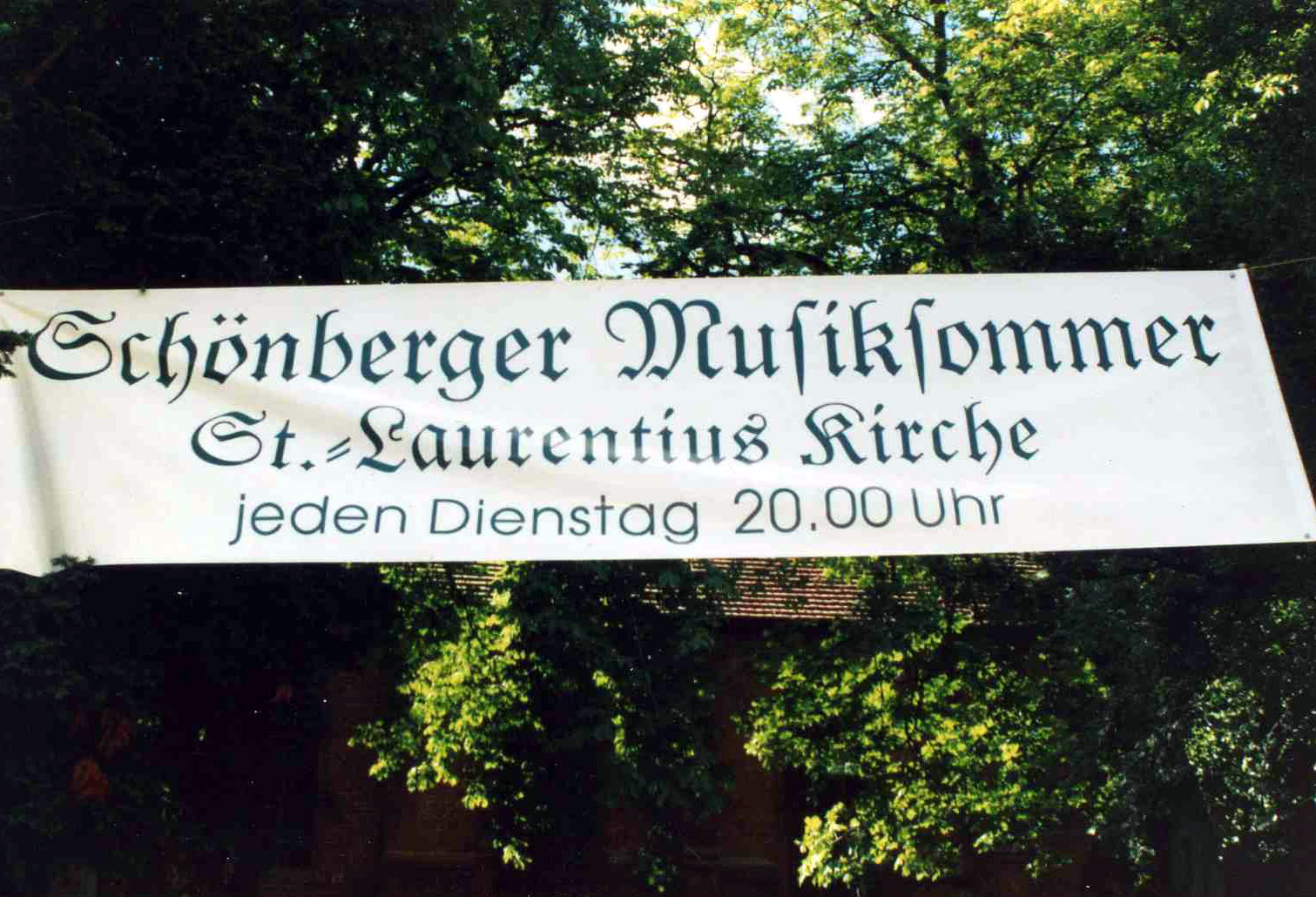
バナー（横断幕）

現代の英語圏では、旗の内容にかかわらず、横断幕や垂れ幕のような旗が広くバナーと呼ばれる。
また、ウェブページで、他のページへのリンクを示す長方形のアイコンがバナー（ウェブバナー）と呼ばれる。

## 画像

プリンス・オブ・ウェールズ旗。
オランダ国王旗。
スペイン国王旗。
スウェーデン国王旗。
天皇旗。
ノルウェー国王旗。
ベルギー王フィリップ旗。